# Universidade de Nova Hampshire

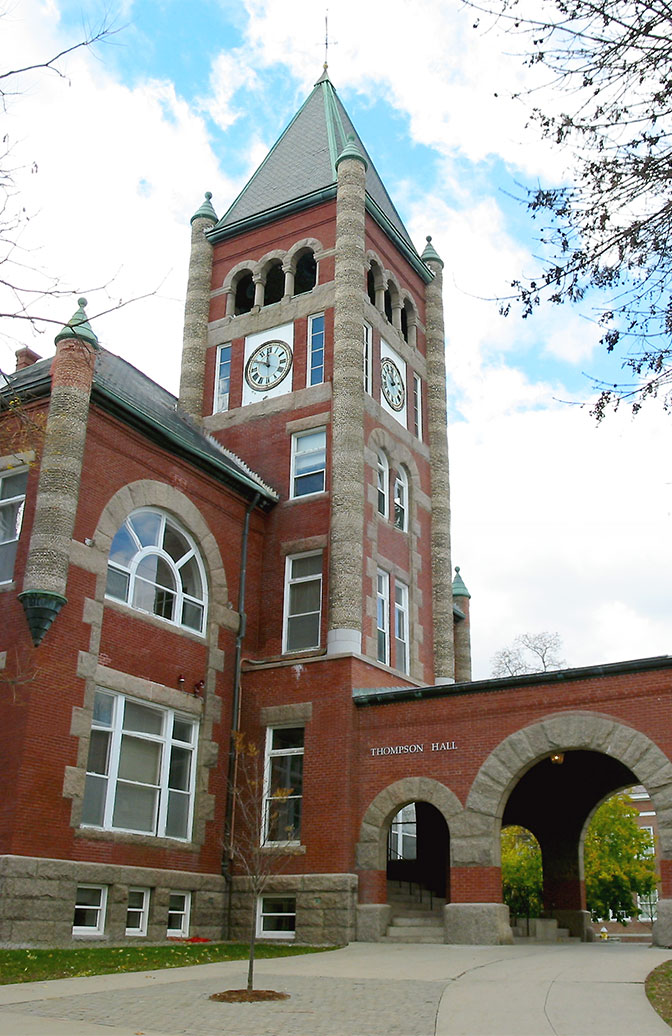
Thompson Hall, construída em 1892

A University of New Hampshire (Universidade de Nova Hampshire, UNH) é uma universidade pública localizada em New Hampshire, Estados Unidos.